# Nevoeiro

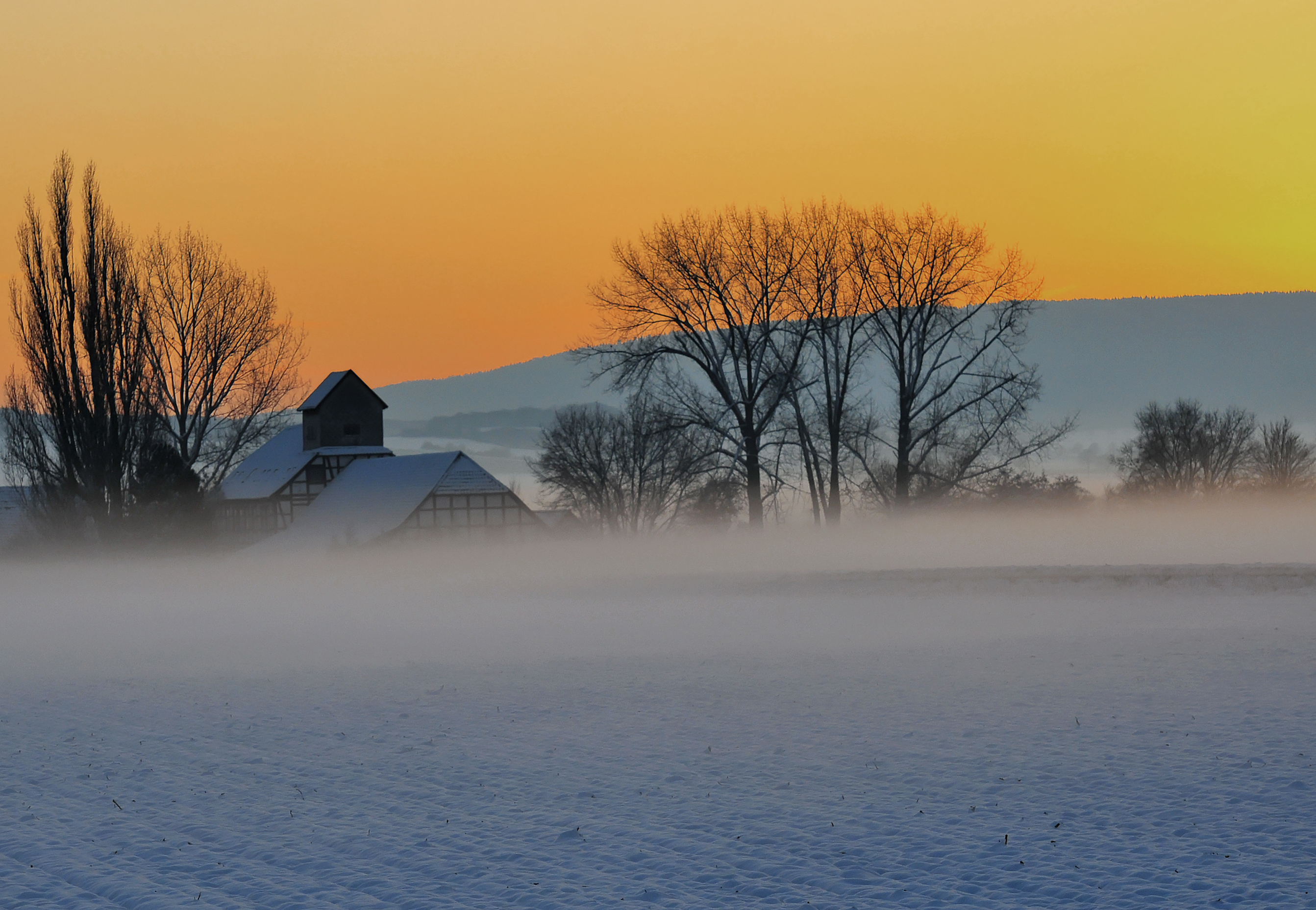
Nevoeiro próximo ao rio Haller em Nordstemmen, Alemanha.

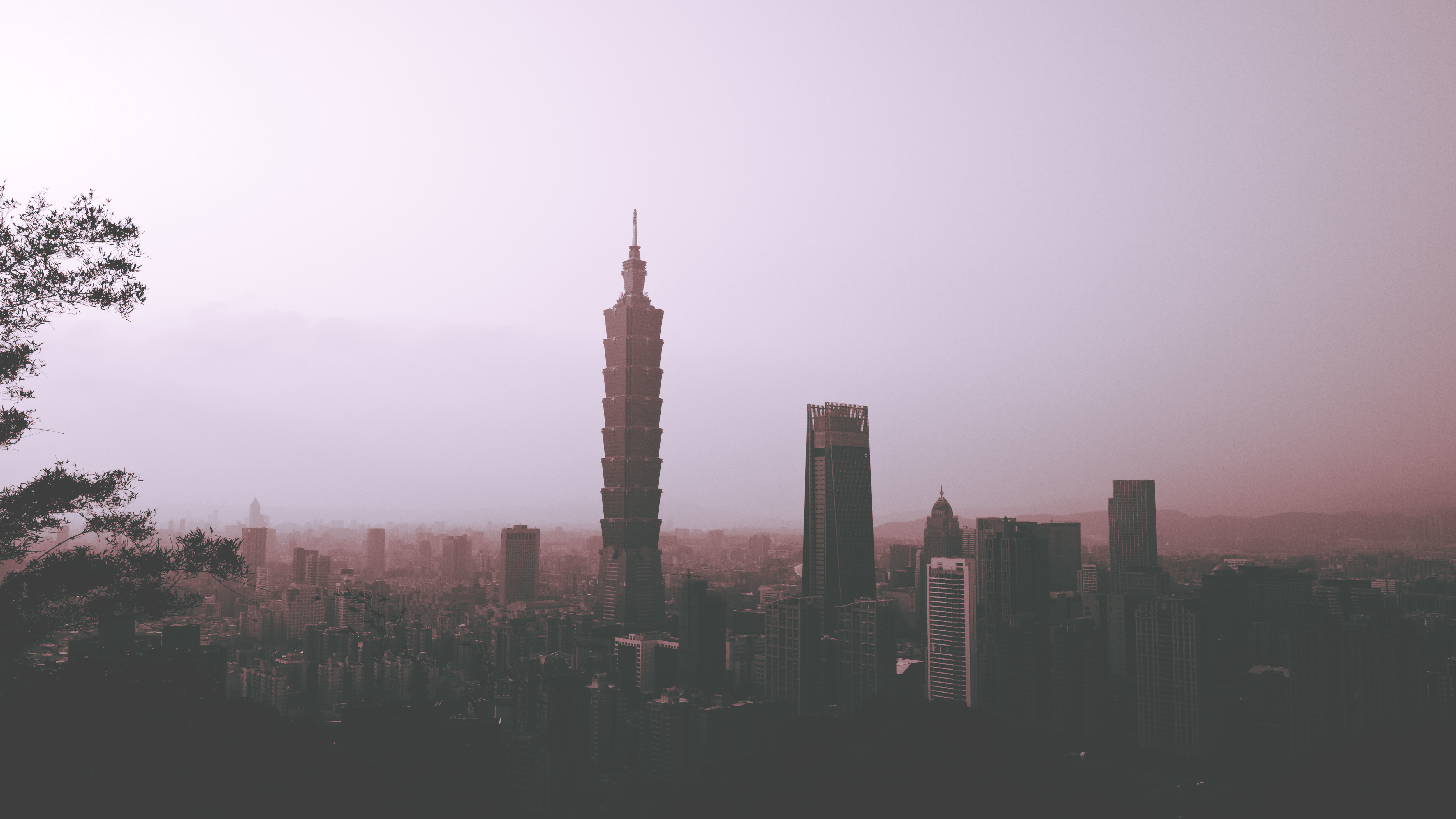
Nevoeiro em Taipé, Taiwan.

O nevoeiro, brêtema ou cerração é uma nuvem stratus cuja base está no solo ou perto dele e reduz a visibilidade a menos de 1 quilômetro (com visibilidade superior a 1 km, ocorre uma neblina ou névoa). Pode ter origem no calor emitido durante a noite, em ar úmido que se move na horizontal e é arrefecido por baixo ou aparecer entre o ar quente e o ar frio numa frente.

## Descrição
Os nevoeiros diferenciam-se das nuvens porque ocorrem junto à superfície. É umidade condensada perto do solo, em forma de depósito. Não são mantidos em suspensão pelas correntes ascendentes. Gotículas de água extremamente pequenas e que, por convenção reduzem a visibilidade horizontal a menos de mil metros. A obscuridade na atmosfera pode dever-se às diminutas gotas de água ou às partículas de fumaça (ou ambas) em suspensão na atmosfera. São condições essenciais para sua formação: no dia anterior humidade elevada à tarde, com céu limpo; ventos fracos; forte arrefecimento nocturno pela radiação terrestre (fraca nebulosidade). Ocorrem pela manhã e são dissipados pela insolação, sendo mais comuns nos vales e planícies.

## Classificação

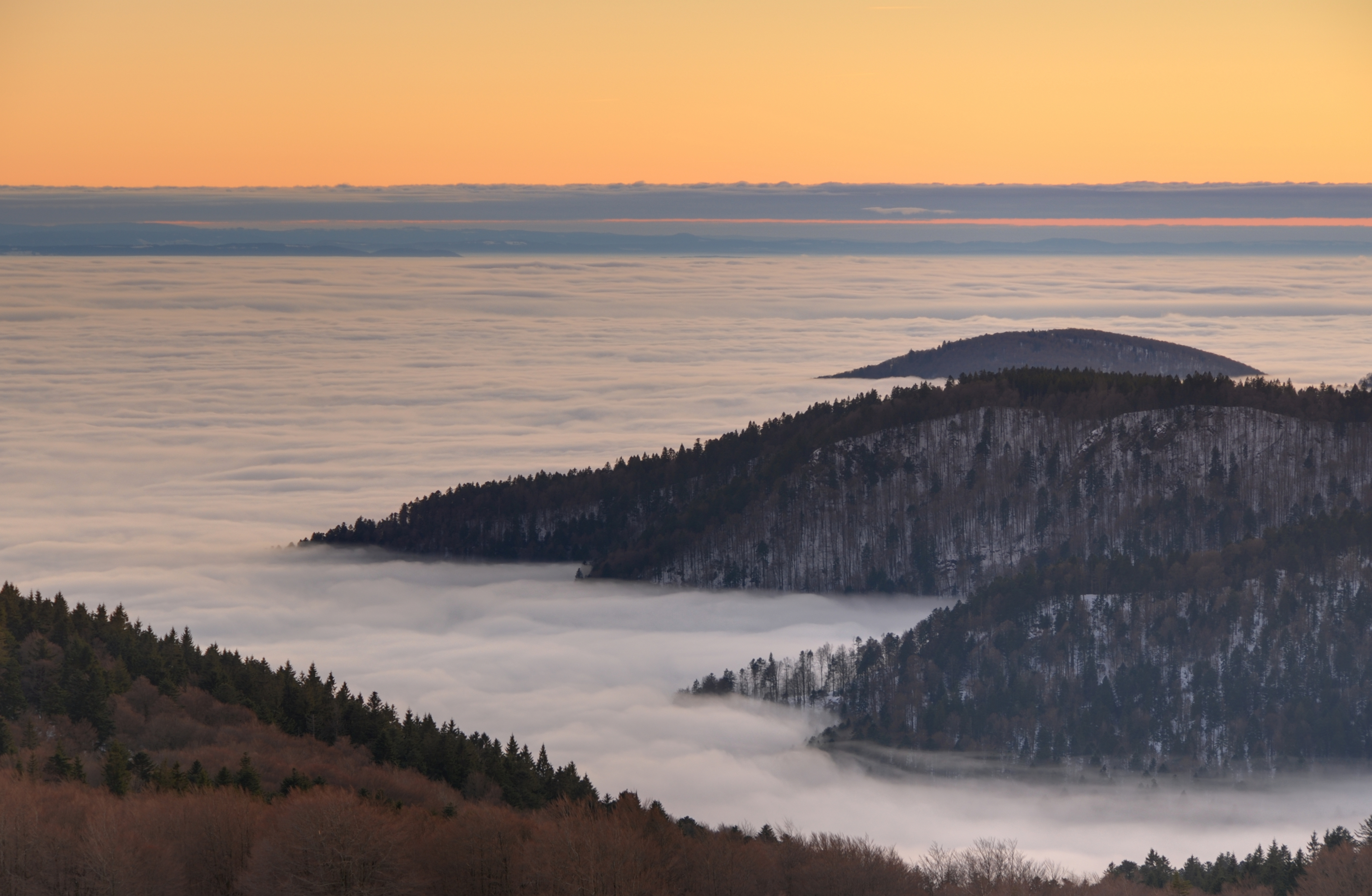
Nevoeiro durante o pôr do sol cobrindo o Vale de Savoureuse, França, visto a partir do Ballon d'Alsace.

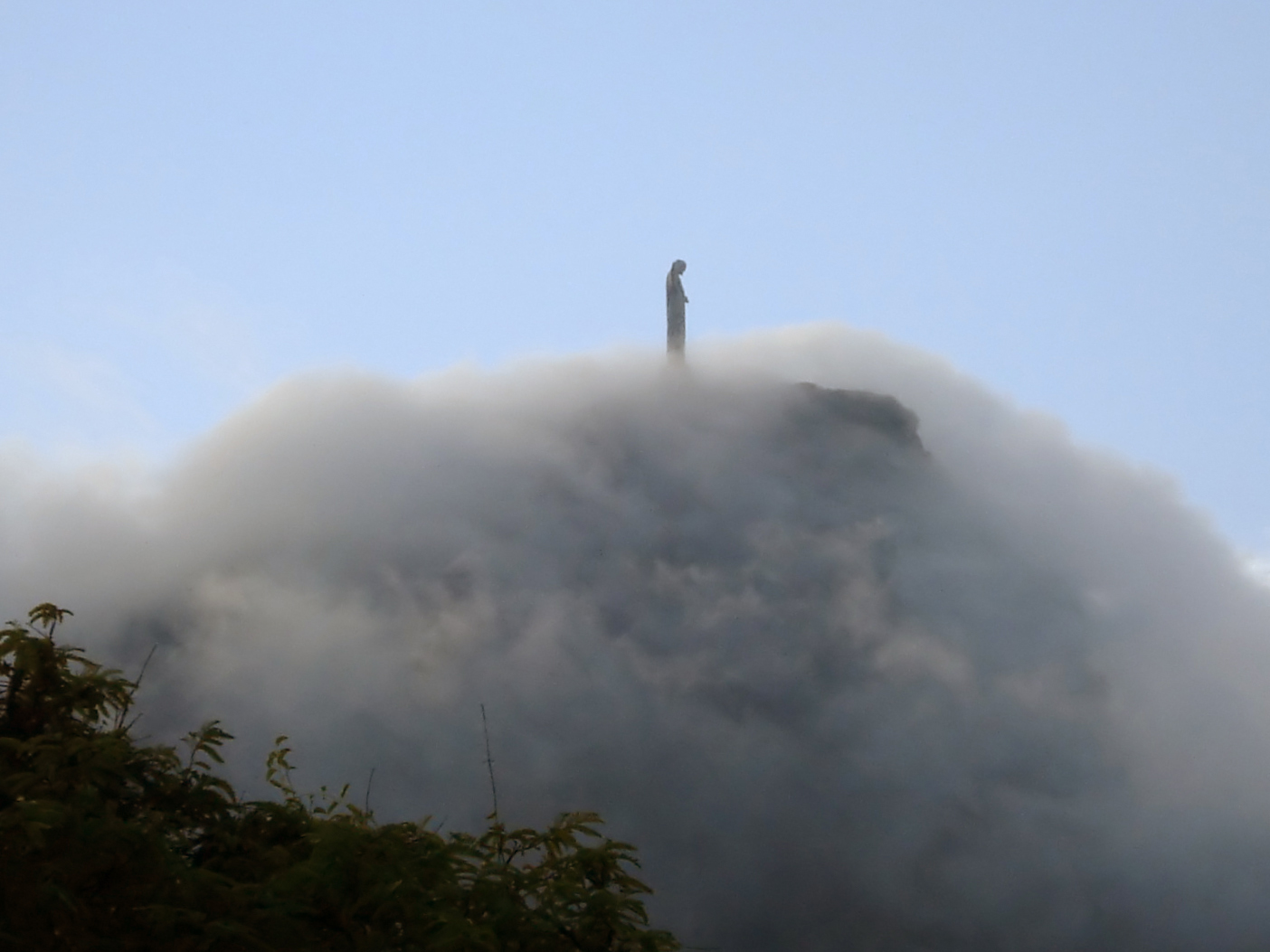
Nevoeiro sob a estátua do Cristo Redentor, Rio de Janeiro.

Os nevoeiros podem ser classificados em dois grandes grupos para se atingir o ponto de orvalho: o primeiro grupo (A) considera as condições meteorológicas do resfriamento do ar até atingir o ponto de orvalho como fator principal; o segundo grupo (B) considera o aumento do vapor de água até que a temperatura do ponto de orvalho iguale a temperatura atual como fator principal.

### Nevoeiro tipo A
- 1. Nevoeiros do tipo advectivo
  - a. devido ao transporte do ar quente sobre a superfície fria
    - 1. nevoeiro associado à brisa terrestre/marítima
    - 2. nevoeiro do ar marítimo
    - 3. nevoeiro do ar tropical

  - b. devido ao transporte do ar frio sobre a superfície quente
    - 1. nevoeiro de vapor
- 2. Nevoeiros do tipo radiativo
  - a. nevoeiro de superfície
  - b. nevoeiro de alta inversão
- 3. Nevoeiros do tipo advectivo-radiactivo
- 4. Nevoeiro de encosta

### Nevoeiro tipo B

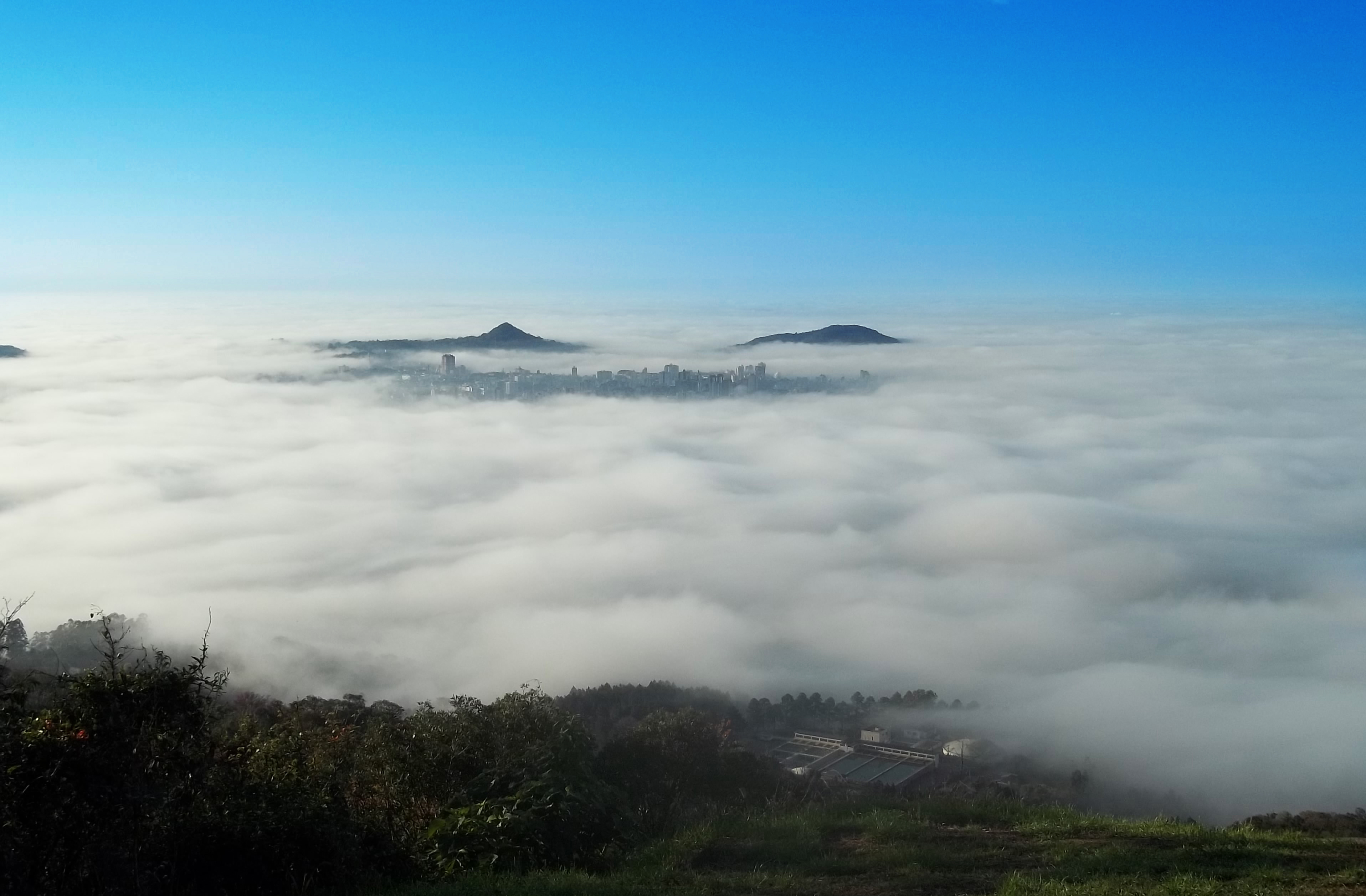
Nevoeiro cobrindo a cidade de Santa Maria-RS em setembro de 2011.

- 1. Nevoeiros pré-frontais
- 2. Nevoeiros pós-frontais
- 3. Nevoeiro frontalNevoeiro cobrindo a cidade de Santa Maria-RS em setembro de 2011.

## Névoa seca
O smog (smoke+fog) é um stratus misturado com poluição, que lhe dá um tom amarelado. Forma-se quando se dá uma inversão térmica na troposfera, em que a temperatura aumenta com a altitude, em vez de diminuir. Isto faz com que as correntes de convecção parem porque a atmosfera, nessas condições, fica estável e o ar, mais frio e poluído, não se pode elevar, ficando «preso» perto da superfície.